# Pusztai Béla
Pusztai Béla, névváltozatok: Pisztolka, Pusztay (Nagyvárad, 1862. február 12. – Kolozsvár, 1894. december 8.) színész.

## Pályafutása
Színész lett 1882. április 9-én, Gerőfy Andornál, tőle elszerződött Jakab Lajoshoz. 1886-ban a szabadkai Thália-szövetkezetnél kezdett feltűnni, nagyobb szerepeiben. 1887. május 10-én fellépett a Népszínházban, a Királyfogás c. operett Don Bernardo szerepében, mely után az intézet egyik oszlopos tagja lett. Ámde csak egy évig tudott itt megmaradni, 1888 október havában visszament Kolozsvárra, ahol rajongtak érte. 1892-ig a budapesti Népszínház kedvelt tagja volt, végül két évig Kolozsvárt szinészkedett. 
Igen jeles komikus volt, a Nebántsvirágbeli Celesztin szerepében szinte felülmúlhatatlan sikert ért el. Ditrói Mór és Megyeri Dezső mondtak búcsúbeszédet felette. Sírkőfelirata: »Művész hazája széles e világ!«... A te világod már e néma sír. Kit oly gyakorta megnevettettél, E kis halomnál ma zokogva sír.«
Neje: Váry Ilona, színésznő, született 1860-ban, meghalt 1925. augusztus 4-én, Kolozsvárott. Színésznő lett 1880-ban. 1913. október 1-én nyugdíjazták.
Cikke az Erdélyi írók és művészek Almanachjában (Kolozsvár, 1892. Hogy mentem én tönkre).

## Főbb szerepei
- Veréb Jankó (Vereshaju)
- Kerbino (Kalózkirály)
- Calcas (Szép Heléna)
- Scalza (Boccaccio)
- Quicly (Szegény Jonathan)

## Színdarabjai
- Jani és Juci, énekes bohózat 3 felvonásban. Zenéjét Delin Henrik szerzette. Bemutató 1891. június 18. Városligeti Színkör.
- A kis baba, bohózat 3 felvonásban. Bemutató ugyanott, 1893. szeptember 10.